# Niedernhausen (Hesja)
Niedernhausen – miejscowość i gmina w Niemczech, w kraju związkowym Hesja, w rejencji Darmstadt, w powiecie Rheingau-Taunus.

## Współpraca
Miejscowości partnerskie:
- Ilfeld, Turyngia
- Wilrijk, Belgia